# Муньос, Орасио
Ора́сио Муньо́с (исп. Horacio Muñoz; 18 мая 1896, Вилья-Карампанге, Био-Био — 4 сентября 1934) — чилийский футболист, нападающий, участник чемпионата мира 1930 года.

## Биография
Играл за чилийский клуб «Артуро Фернандес Виаль». Дебютировал в национальной сборной в розыгрыше кубка Южной Америки 1917 года. В 1919 и 1920 годах также играл на турнире. Затем в сборную не вызывался до 1930 года, когда ему вновь выпала честь войти в состав команды, на этот раз для участия в первом чемпионате мира, проводившемся в Уругвае. Однако в матчах мирового первенства Муньос не играл. Всего провёл семь игр за сборную.
| № | Дата             | Место проведения         | Соперник  | Счёт | Голы | Соревнование                 |
| - | ---------------- | ------------------------ | --------- | ---- | ---- | ---------------------------- |
| 1 | 6 октября 1917   | Монтевидео, Уругвай      | Аргентина | 0:1  | —    | Чемпионат Южной Америки 1917 |
| 2 | 12 октября 1917  | Монтевидео, Уругвай      | Бразилия  | 0:5  | —    | Чемпионат Южной Америки 1917 |
| 3 | 11 мая 1919      | Рио-де-Жанейро, Бразилия | Бразилия  | 0:6  | —    | Чемпионат Южной Америки 1919 |
| 4 | 22 мая 1919      | Рио-де-Жанейро, Бразилия | Аргентина | 1:4  | —    | Чемпионат Южной Америки 1919 |
| 5 | 11 сентября 1920 | Винья-дель-Мар, Чили     | Бразилия  | 0:1  | —    | Чемпионат Южной Америки 1920 |
| 6 | 20 сентября 1920 | Винья-дель-Мар, Чили     | Аргентина | 1:1  | —    | Чемпионат Южной Америки 1920 |
| 7 | 26 сентября 1920 | Винья-дель-Мар, Чили     | Уругвай   | 1:2  | —    | Чемпионат Южной Америки 1920 |

Итого: матчей — 7 / голов — 0; побед — 0, ничьих — 1, поражений — 6